# IWGP Heavyweight Championship (IGF)
O IWGP Heavyweight Championship foi um título mundial de pesos-pesados de wrestling profissional disputado na Inoki Genome Federation (IGF). O título partilha o seu nome com a New Japan Pro Wrestling (NJPW) IWGP Heavyweight Championship, a partir do qual se separou devido a uma decisão tomada pela IGF e o fundador NJPW Antonio Inoki. "IWGP" é a abreviação de órgão de governo fictício, de International Wrestling Grand Prix.
Durante a história do título, a IGF reconheceu-o como o IWGP Heavyweight Championship, a continuar a história do título depois de um erro cometido pela NJPW nos olhos de Inoki. a NJPW reconheceu o título como o IWGP Third Belt Championship, um campeonato que estava apenas representado por uma versão anterior da terceira versão do IWGP Heavyweight Championship.  O título foi usado rapidamente na Total Nonstop Action Wrestling (TNA), que o reconheceu como o IWGP Heavyweight Championship.
Como um campeonato wrestling profissional, o título foi conquistado através de um final para uma luta ou atribuída a um lutador por causa de um enredo. O campeão inaugural foi o Brock Lesnar, que foi o campeão do IWGP Heavyweight Champion antes de ser destituído do título devido a problemas com a NJPW. a IGF reconheceu-o como o oficial IWGP Heavyweight Champion depois. Todas as alterações ocorreram no título IGF ou em eventos promovidos pela NJPW. Havia um total de três reinados entre três lutadores durante a história do título antes de ser unido com o IWGP Heavyweight Championship.

## Reinados
O campeão inaugural foi o Brock Lesnar, como reconhecido pela IGF como o oficial IWGP Heavyweight Champion. Havia um total de três reinados entre três lutadores durante a história do título antes de ser unido com o IWGP Heavyweight Championship.
| Nomes                         | Datas                                         | Notas                                                       | Ref(s). |
| ----------------------------- | --------------------------------------------- | ----------------------------------------------------------- | ------- |
| IWGP Heavyweight Championship | 15 de julho de 2006 – 17 de fevereiro de 2008 | Nome usado pela IGF e a TNA durante a existência do título. |         |
| IWGP Third Belt Championship  | 15 de Julho de 2006 – 17 de fevereiro de 2008 | Nome usado pela NJPW durante a existência do título.        |         |

| #                     | Ordem na história do reinado                                              |
| Reinado               | O número reinado para o conjunto específico de lutadores na lista         |
| Evento                | O evento promovido pela respectiva promoção em que o título foi ganho     |
| Defesas bem sucedidas | O número de defesas bem sucedidas o campeão teve durante seu reinado      |
| —                     | Usado para reinados desocupados para não contá-lo como um reinado oficial |

| # | Lutadores         | Reinado | Data                    | Dias mantidos | Localização   | Evento                     | Defesas bem sucedidas | Notas | Ref(s). |
| - | ----------------- | ------- | ----------------------- | ------------- | ------------- | -------------------------- | --------------------- | --- | ------- |
| 1 | Brock Lesnar      | 1       | 8 de outubro de 2005    | 629[B]        | Toquio, Japão | Toukon Souzou New Chapter  | 3                     | O Brock Lesnar derrotou Kazuyuki Fujita e o Masahiro Chono numa Luta three way pelo IWGP Heavyweight Championship. A New Japan Pro Wrestling Tirou o título ao Brock Lesnar no dia 15 de Julho de 2006. IGF considera que seu reinado ainda está ativo e cria a versão IGF do IWGP Heavyweight Championship. |         |
| 2 | Kurt Angle        | 1       | 29 de junho de 2007     | 233           | Toquio, Japão | Live event                 | 2                     | |         |
| 3 | Shinsuke Nakamura | 1       | 17 de fevereiro de 2008 | 0             | Toquio, Japão | Circuit 2008 New Japan ISM | 0                     | O Shinsuke Nakamura derrotou Kurt Angle para unir IWGP Heavyweight Championship da IGF e da NJPW do IWGP Heavyweight Championship. |         |
| — | Unido             | —       | 17 de fevereiro de 2008 | —             | Toquio, Japão | Circuit 2008 New Japan ISM | —                     | Títulos são unifidos e a versão IWGP Heavyweight Championship da IGF é desativada. |         |

### Reinados Combinados
| Ranque[C] | Lutador           | N. de reinados | Defesas combinadas | Bias combinados |
| --------- | ----------------- | -------------- | ------------------ | --------------- |
| 1         | Brock Lesnar      | 1              | 3                  | 629             |
| 2         | Kurt Angle        | 1              | 2                  | 233             |
| 3         | Shinsuke Nakamura | 1              | 0                  | <1              |